# Halbe Helden
Halbe Helden ist eine französische Animationsserie, welche von Cyber Group Studios entwickelt und erstmals in Deutschland am 16. Januar 2023 auf Disney Channel ausgestrahlt wurde.

## Handlung
Der elfjährige Mo und seine neunjährige Halbschwester Sam führen ein gewöhnliches Leben, bis sie entdecken, dass sie über magische Kräfte verfügen. Doch statt für das Wohl aller setzen sie diese lieber für ihr eigenes ein. Wäre doch nur dieser eine Haken nicht; ihre Kräfte funktionieren nur vollständig, wenn sie diese zusammen anwenden.

## Episodenliste
| Nummer | Deutscher Titel             | Originaltitel                    | Erstausstrahlung (DE) |
| 1      | Schwing das Tanzbein!       | Entrez dans la danse             | 16. Januar 2023       |
| 2      | Familienzeit                | Frère et fils                    | 16. Januar 2023       |
| 3      | Falsch herum                | Parle à mon dos                  | 16. Januar 2023       |
| 4      | Die verschwommene Zukunft   | Futur flou                       | 17. Januar 2023       |
| 5      | Hammys Traum                | Le Rêve de Riton                 | 18. Januar 2023       |
| 6      | Das Pickel-Problem          | L’acné de tous les dangers       | 18. Januar 2023       |
| 7      | Mos seltsames Talent        | Mo à un incroyable talent        | 19. Januar 2023       |
| 8      | Der geheimnisvolle Kristall | Les passes-muraille              | 19. Januar 2023       |
| 9      | Der Klang der Stille        | Et je coupe le son               | 20. Januar 2023       |
| 10     | Zu perfekt, um echt zu sein | Filtre beau gosse                | 20. Januar 2023       |
| 11     | Lenny-Man                   | Rodolf Man                       | 23. Januar 2023       |
| 12     | Schickt die Klone weg       | Clones à tout faire              | 23. Januar 2023       |
| 13     | Sam-Mo-Morphose             | Samomorphose                     | 24. Januar 2023       |
| 14     | Der Gedanke zählt           | On s’entend trop penser          | 24. Januar 2023       |
| 15     | Im Werbewahn                | La suite après la pub            | 25. Januar 2023       |
| 16     | Rache ist sauber            | A sa place                       | 25. Januar 2023       |
| 17     | Mr. Brick 3000              | Brick 3000                       | 26. Januar 2023       |
| 18     | Sprechen Sie Pflanzisch?    | Do you speak végétal ?           | 26. Januar 2023       |
| 19     | Liebling gegen Liebling     | Chouchou contre chouchou         | 27. Januar 2023       |
| 20     | Kampf der Worte             | Ouvrez les vannes                | 27. Januar 2023       |
| 21     | Der große Fußraub           | Braquage avec les pieds          | 30. Januar 2023       |
| 22     | Halbbruder                  | Frère à moitié                   | 30. Januar 2023       |
| 23     | Frankensam                  | Frankensam                       | 31. Januar 2023       |
| 24     | Die Unsichtbaren            | Incalculables                    | 31. Januar 2023       |
| 25     | Der Kampf um den Thron      | La guerre des trônes             | 01. Februar 2023      |
| 26     | Größenwahn                  | Un problème de taille            | 01. Februar 2023      |
| 27     | Keine Lust auf Blabla       | Le zapping de l’ennui            | 08. April 2024        |
| 28     | Gitarren-Mozart             | Le Mozart de la guitare          | 08. April 2024        |
| 29     | Gurken-Drama                | Dramédie mon amie                | 09. April 2024        |
| 30     | Seifenoper                  | Pas touche à ma mèche            | 09. April 2024        |
| 31     | Das Praktikum               | Un futur trop brillant           | 10. April 2024        |
| 32     | Eine klebrige Angelegenheit | Un jour de colle                 | 10. April 2024        |
| 33     | Überflieger                 | Libres comme l’air               | 11. April 2024        |
| 34     | Toop-Toop-Quest             | Mout Mout Quest                  | 11. April 2024        |
| 35     | Die Wahrheit ist dehnbar    | Coup de mou                      | 12. April 2024        |
| 36     | Auf gut Wetter!             | Y a plus de saison               | 12. April 2024        |
| 37     | Quietsch-Quietsch           | Pouet Pouet                      | 15. April 2024        |
| 38     | Mein Freund, das Internet   | Mon ami Internet                 | 15. April 2024        |
| 39     | Der Böse Bzz                | Bad bzzz                         | 16. April 2024        |
| 40     | Mo im Glück                 | Une chance sur deux              | 16. April 2024        |
| 41     | Könige der Cafeteria        | Les rois de la cantine           | 17. April 2024        |
| 42     | Die Gabe der Gürkchen       | Le pouvoir du cornichon          | 17. April 2024        |
| 43     | Der allmächtige Mo          | Mo Tout-Puissant                 | 18. April 2024        |
| 44     | Der gute alte Mo            | Goold old Mo                     | 18. April 2024        |
| 45     | Perfekter Wurf              | En plein dans le mille           | 19. April 2024        |
| 46     | Booboocat                   | Bibouchat                        | 19. April 2024        |
| 47     | Sam durchstöbert das Netz   | Sam dans la toile                | 22. April 2024        |
| 48     | Schnellll!                  | Viiite                           | 22. April 2024        |
| 49     | Sam spielt mit der Zeit     | Sam joue le temps                | 23. April 2024        |
| 50     | Wo ist die Fliegenklatsche? | Qui a volé la tapette à mouche ? | 23. April 2024        |
| 51     | Swatteroo, der Erhabene (1) | Tapettor le Magnifique (1)       | 24. April 2024        |
| 52     | Swatteroo, der Erhabene (2) | Tapettor le Magnifique (2)       | 24. April 2024        |

## Synchronisation
Die deutschsprachige Synchronisation entstand bei der Iyuno Germany GmbH in München. Die Dialogbüchern stammen von Julia Bautz, Katharina von Daake und Grischa Olbrich. Michael Egeler führte die Dialogregie.
| Rolle     | Originalsprecher | Deutscher Sprecher   |
| --------- | ---------------- | -------------------- |
| Mo        | Thomas Sagols    | Mio Lechenmayr       |
| Mr. Brick | Emmanuel Curtil  | René Oltmanns        |
| Sam       | Fanny Bloc       | Anna Ewelina         |
| Levi      | Miguel Riberio   | –                    |
| Daisy     | –                | Katharina von Daake  |
| Jennala   | –                | Zina Laus            |
| Lenny     | –                | Leonard Rosemann     |
| Owen      | –                | Manuel Scheuernstuhl |
| Younes    | –                | Peter Frerich        |